# Operacja wschodniopruska (1945)

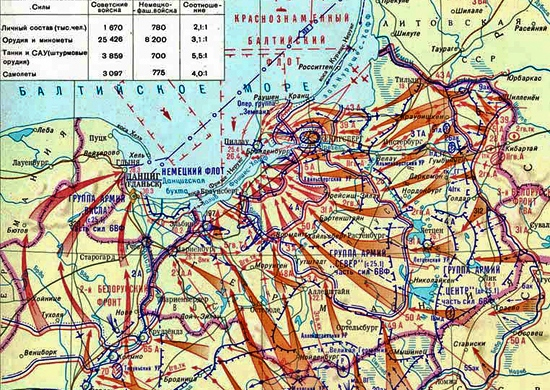
Schemat operacji

Operacja wschodniopruska (nazywana także operacją mazowiecko-mazurską) – operacja wojskowa, przeprowadzona w styczniu i lutym 1945 roku na froncie wschodnim II wojny światowej, część tzw. ofensywy styczniowej Armii Czerwonej. Celem operacji wykonywanej siłami 2. i 3. Frontu Białoruskiego było odcięcie wojsk niemieckich w Prusach Wschodnich od głównych sił i ich rozbicie.

## Położenie stron
Przed rozpoczęciem operacji na początku stycznia 1945 linia frontu ciągnęła się od wybrzeży Bałtyku wzdłuż Niemna, Kanału Augustowskiego, Biebrzy i dalej wzdłuż Narwi i Wisły. Wojska radzieckie uchwyciły pod koniec 1944 roku przyczółki na zachód od tej linii, między innymi w okolicach Stołupian, Różana i Serocka. W rękach niemieckich pozostawała Kłajpeda okrążona od października przez oddziały 1 Frontu Nadbałtyckiego.
Plany radzieckie zakładały główne uderzenie na kierunku Gąbin – Wystruć – Królewiec siłami 3 Frontu Białoruskiego oraz równolegle siłami 2 Frontu z okolic Różana na kierunku Mława – Lidzbark – Malbork z zamiarem opanowania linii dolnej Wisły, rozcięcia niemieckich grup armii „Środek” i „A” oraz pobicia wojsk tej pierwszej. Pomocnicze uderzenia miały wyjść lewym brzegiem Niemna w celu opanowania rejonu Tylży oraz z przyczółka serockiego na kierunku Nasielsk – Płońsk – Sierpc z zamiarem wyjścia na linię Drwęcy.
Łącznie siły radzieckie przeznaczone do operacji zorganizowane były w 14 armii ogólnowojskowych, 1 armię pancerną, 8 korpusów pancernych i zmechanizowanych, 2 armie lotnicze i 1 korpus kawaleryjski, w sumie dysponujących około 1,7 mln żołnierzy, 30 tys. dział i moździerzy, 3,5 tys. czołgów i dział pancernych oraz blisko 3100 samolotów bojowych. Większość jednostek radzieckich, szczególnie piechoty, była mocno osłabiona i średni stan osobowy dywizji piechoty wynosił 60% stanu etatowego.
Wojska niemieckie w Prusach Wschodnich wchodzące w skład Grupy Armii „Mitte” składały się z 4 Armii i 3 Armii Pancernej, a na południu wzdłuż Narwi zajmowała pozycje 2 Armia. Odwód stanowił korpus pancerny „Großdeutschland”. Dodatkowo do obrony włączyły się liczne oddziały Volkssturmu. Na terenie Prus znajdowało się wiele fortyfikacji i umocnień pochodzących jeszcze z okresu przedwojennego. Do najważniejszych należały lidzbarski rejon umocniony i linia fortyfikacji nad Wielkimi Jeziorami Mazurskimi. Ponadto od jesieni 1944 roku prowadzono intensywne prace inżynieryjne nad umocnieniami polowymi wzdłuż całej linii frontu i na przewidywanych kierunkach natarcia radzieckiego. Miasta takie jak Królewiec, Piława, Grudziądz, Toruń, Modlin i Giżycko zostały ogłoszone twierdzami (Festung) i przystosowane do obrony okrężnej w warunkach odcięcia od sił głównych. Łącznie siły niemieckie na terenie Prus Wschodnich składały się z 600 tysięcy żołnierzy, 750 czołgów i dział pancernych, 8100 dział i moździerzy oraz 400 samolotów bojowych.

## Pierwszy etap operacji
13 stycznia 1945 po przygotowaniu artyleryjskim rozpoczęło się natarcie wojsk 3. Frontu Białoruskiego. Główny ciężar uderzenia był skupiony w rejonie na północny wschód od Gąbina. Pierwszego dnia operacji nie osiągnięto większych sukcesów, postęp wojsk wyniósł zaledwie 2–3 km, jedynie w pasie działania 28 Armii (bezpośrednio na wschód od Gąbina) udało się przełamać pierwszą linię obrony na głębokość 7 km. 14 stycznia Niemcy przeszli do kontrataków, co spowodowało dalsze spowolnienie natarcia. Tego samego dnia ruszyło natarcie 2. Frontu Białoruskiego z okolic Różana, jednak w wyniku zaciekłego oporu wojsk niemieckich postęp pierwszego dnia nie przekroczył 8 km. Kolejny dzień upłynął pod znakiem nieustających kontrataków niemieckich i powolnego posuwania się wojsk radzieckich na zachód. Dzięki wprowadzeniu do walki korpusów pancernych oraz poprawie pogody, co umożliwiło wprowadzenie do akcji lotnictwa, wojska radzieckie osiągnęły 16 stycznia przełamanie linii niemieckich na kierunku różańskim, zajmując Pułtusk, Nasielsk i Maków Mazowiecki. Na odcinku 3 FB wprowadzenie do walki formacji pancernych nie przyniosło większego efektu, a skuteczna obrona niemiecka zatrzymała dalsze postępy atakujących. 17 stycznia do walki wprowadzono 5 Armię Pancerną 2. Frontu, co pozwoliło na poszerzenie i pogłębienie wyłomu. Do wieczora 18 stycznia wojska radzieckie na kierunku mławskim włamały się na szerokość 110 km i głębokość 60 km. Równocześnie po krwawych walkach 3. Front Białoruski przełamał ostatecznie obronę niemiecką na północ od Gąbina i wbił się na głębokość ponad 40 km, forsując przy tym rzekę Wystruć. Ponieważ na przewidywanym pierwotnie kierunku natarcia (linia Gąbin – Wystruć) 3 FB nie osiągnął sukcesów, zdecydowano przenieść ciężar ofensywy w uzyskany wyłom na linię Krupiszki – Tapiawa. W efekcie powyższych działań rozbite zostały 26 Korpus Armijny oraz 2 Armia, a w wyłomy w linii frontu dowództwo Armii Czerwonej wprowadziło jednostki szybkie.

## Drugi etap operacji
Po przełamaniu frontu niemieckiego dowództwo radzieckie wprowadziło korektę do pierwotnego planu operacji. Postanowiono, że 2 Front Białoruski skieruje główny kierunek uderzenia na Ostródę i Elbląg (operacja mławsko-elbląska) z zamiarem jak najszybszego wyjścia nad Zalew Wiślany (pierwotny plan zakładał kierunek Nidzica – Malbork w celu opanowania linii dolnej Wisły) w celu szybkiego przecięcia drogi odwrotu niemieckiej 4 Armii, której gros sił pozostawał nadal w rejonie Wielkich Jezior. Dwie lewoskrzydłowe armie Frontu miały nacierać w kierunku na Bydgoszcz i osłaniać skrzydło głównych sił. Grupa szybka 2 FB (5 Gwardyjska Armia Pancerna i 3 Gwardyjski Korpus Kawalerii) miała wykorzystać sukces przełamania i z rejonu Działdowa uderzyć w kierunku północnym. 21 stycznia zajęto Nidzicę, 22 stycznia Iławę i Olsztyn, a 23 stycznia Ostródę i Szczytno. W tym czasie 3 Front Białoruski opanował Tylżę, Gąbin, Wystruć i sforsował linię rzeki Dejmy. 22 stycznia w obliczu zagrożenia okrążeniem, rozpoczął się odwrót sił 4 Armii niemieckiej z rejonu Wielkich Jezior Mazurskich, Kanału Augustowskiego i Biebrzy w rejon Bartoszyc, Lidzbarka Warmińskiego i Dobrego Miasta. W ślad za uchodzącym przeciwnikiem do natarcia w kierunku na Lidzbark Warmiński ruszyły siły 50 Armii 2 Frontu Białoruskiego. Kontynuując natarcie 2 Front do 26 stycznia osiągnął wybrzeże Zalewu Wiślanego w rejonie Tolkmicka, uchwycił przyczółek na lewym brzegu Nogatu w rejonie Malborka i zamknął od północy okrążenie Torunia. W rejonie Wielkich Jezior zdobyto Węgorzewo i Giżycko. 3 Front Białoruski, przełamując kolejne linie obrony, dotarł na przedpola Królewca.
W efekcie powyższych działań siły niemieckie zostały rozdzielone na dwie części. W Prusach Wschodnich pozostały 3 i 4 Armia oraz niewielka część 2 Armii, natomiast reszta 2 Armii została zepchnięta na linię Wisły i Nogatu.
W nocy z 26 na 27 stycznia rozpoczął się kontratak niemiecki, którego celem było przebicie się odciętych sił 4 Armii w kierunku Malborka. Natarcie wyszło z rejonu na zachód od Lidzbarka Warmińskiego i pomimo początkowych sukcesów (m.in. odbicia Ornety) załamało się po osiągnięciu Pasłęka i Młynar. Ściągnięte posiłki radzieckie ustabilizowały front, a następnie odepchnęły Niemców na linię Orneta – Braniewo, podczas gdy 3 Front Białoruski, kontynuując ofensywę, dotarł do wybrzeża Zalewu Wiślanego na południe od Królewca, tym samym zamykając pod koniec stycznia w kotle Braniewo – Orneta – Dobre Miasto – Bisztynek – Sępopol – Frydland – Pokarmin główne siły 4 Armii (w sumie około 20 dywizji). Równocześnie z tymi wydarzeniami 27 stycznia szturmem zajęto Kłajpedę, a 1 lutego zlikwidowano opór w okrążonym Toruniu.

## Trzeci etap operacji
Celem ostatniego etapu operacji wschodniopruskiej była neutralizacja odciętych w Prusach Wschodnich wojsk niemieckich. Zadanie to przypadło do wykonania głównie siłom 3 Frontu Białoruskiego, gdyż gros sił 2 Frontu został skierowany do walk na Pomorzu Gdańskim.
Na początku lutego Niemcy zostali wyparci z Sępopola, Bisztynka, Bartoszyc, Górowa Iławeckiego, a także z Mierzei Kurońskiej. W dalszych zaciętych walkach 8 lutego zajęto Krzyżbork, 9 lutego Frombork, 10 lutego padły Elbląg i Iława Pruska. Kocioł systematycznie zmniejszał rozmiar i pod koniec lutego skurczył się do rozmiarów ok. 30 × 30 km wokół Braniewa i Świętej Siekierki.
Druga część zgrupowania niemieckiego w okolicach Królewca i na Półwyspie Sambijskim liczyła około 9 dywizji. 9 lutego natarcie 3 Frontu odizolowało Królewiec od zgrupowania sambijskiego, jednak po przeciwnatarciu 19 lutego Niemcom udało się połączyć ponownie obie grupy.
Wyczerpane walkami wojska ZSRR zakończyły działania zaczepne 26 lutego.

## Dalsze walki
Przerwa operacyjna trwała do 12 marca. 13 marca wznowiono ofensywę i po niezwykle krwawych walkach zepchnięto resztki okrążonych wojsk niemieckich nad wybrzeże Zalewu Wiślanego. 20 marca zdobyto Braniewo, 25 marca Świętą Siekierkę. Ostatnim punktem oporu (do 29 marca) był Półwysep Bałgijski.
Po zlikwidowaniu kotła braniewskiego wojska 3. Frontu Białoruskiego przegrupowały się i 6 kwietnia rozpoczęły szturm Królewca. Po zaciętych walkach resztki garnizonu dowodzone przez gen. Lascha skapitulowały 9 kwietnia. Armia Czerwona rozpoczęła oczyszczanie z wroga Półwyspu Sambijskiego. 17 kwietnia zdobyła Rybaki, tym samym spychając Niemców na wąski pas lądu łączący Piławę z Sambią. 25 kwietnia po ciężkich walkach padła Piława. Następnego dnia Armia Czerwona wysadziła desant na północnym krańcu Mierzei Wiślanej i rozpoczęła atak w kierunku nasady mierzei. 1 maja zdobyto Nową Karczmę (obecna nazwa: Piaski), a 5 maja Przebrno. 9 maja resztki wojsk niemieckich skapitulowały.

## Podsumowanie
W wyniku operacji wschodniopruskiej zneutralizowano, a następnie rozbito niemiecką Grupę Armii „Środek” i zabezpieczono prawe skrzydło głównego kierunku uderzenia na Berlin. Wojska radzieckie poniosły bardzo wysokie straty w ludziach (ok. 125 tys. zabitych i 450 tys. rannych), głównie w szeregach 3. Frontu Białoruskiego. Do niewoli dostało się 50 tys. żołnierzy niemieckich. Tereny walk, szczególnie w kotle braniewskim i na kierunku natarcia 3. Frontu Wystruć – Królewiec, doznały poważnych zniszczeń. Wiele miast (np. Braniewo, Święta Siekierka, Królewiec) praktycznie zmieniło się w ruiny.